# 偏关河
偏关河位于中华人民共和国山西省西北部的一条河流，是黄河左岸支流，源流称利民沟，发源于神池县北部大严备乡王庄子村，蜿蜒向东北流经朔州市朔城区利民镇，至暖崖村转西北流，经朔州市平鲁区下木角乡、下水头乡，于下水头乡下乃河村以南转西流，过口子上村后进入偏关县，之后逐渐转西南流，经偏关县老营镇、陈家营乡，于窑头乡转西北流，经县城新关镇，于天峰坪镇关河口村汇入黄河。河长154千米，流域面积1919.1平方千米。偏关河属季节性河流，非汛期常常干涸，年均径流量3948万立方米，年均输沙量1258万吨。偏关河流域地处黄土高原，丘陵沟壑区。上游地形狭窄，河道呈蜿蜒游荡型；中游河床宽阔，河道平直；下游地处峡谷地带，河道弯曲。